# Grand Prix-seizoen 1939
Het Grand Prix-seizoen 1939 was het laatste Grand Prix-jaar voor de oorlog en ook het laatste jaar waarin het Europese kampioenschap werd verreden. Het seizoen begon op 2 april en eindigde op 29 oktober na vier Grands Prix voor het Europese kampioenschap en 11 andere races. Er zou nog een vijfde Grand Prix in Italië worden gehouden, maar door de uitbraak van de oorlog is deze afgelast.
Er werd in 1939 geen officiële winnaar van het Europese kampioenschap aangewezen omdat nog niet duidelijk was welke puntentelling zou worden gehanteerd. Volgens de "oude" puntentelling zou Hermann Paul Müller kampioen zijn geworden, maar de president van de hoogste motorsport van nazi-Duitsland riep de dominantere Hermann Lang tot kampioen uit.

## Kalender

### Europees kampioenschap
| Ronde | Datum       | Grand Prix  | Circuit           | Winnaar             | Constructeur  | Verslag |
| ----- | ----------- | ----------- | ----------------- | ------------------- | ------------- | ------- |
| 1     | 25 juni     | België      | Spa-Francorchamps | Hermann Lang        | Mercedes-Benz | verslag |
| 2     | 9 juli      | Frankrijk   | Reims-Gueux       | Hermann Paul Müller | Auto-Union    | verslag |
| 3     | 23 juli     | Duitsland   | Nürburgring       | Rudolf Caracciola   | Mercedes-Benz | verslag |
| 4     | 20 augustus | Zwitserland | Bremgarten        | Hermann Lang        | Mercedes-Benz | verslag |

### Niet-kampioenschapsraces
| Datum       | Land             | Racenaam                  | Circuit         | Winnaar             | Constructeur  | Verslag |
| ----------- | ---------------- | ------------------------- | --------------- | ------------------- | ------------- | ------- |
| 2 april     | Frankrijk        | Grand Prix van Pau        | Pau             | Hermann Lang        | Mercedes-Benz | verslag |
| 10 april    | Groot-Brittannië | Road Championship         | Brooklands      | Arthur Dobson       | ERA           | verslag |
| 7 mei       | Frankrijk        | Parijs Cup                | Linas-Montlhéry | Jean-Pierre Wimille | Bugatti       | verslag |
| 7 mei       | Finland          | Grand Prix van Finland    | Eläintarharata  | Adolf Westerblom    | Alfa Romeo    | verslag |
| 21 mei      | Duitsland        | Eifelrennen               | Nürburgring     | Hermann Lang        | Mercedes-Benz | verslag |
| 28 mei      | België           | Grand Prix des Frontières | Chimay          | Maurice Trintignant | Bugatti       | verslag |
| 25 juni     | Roemenië         | Grand Prix van Boekarest  | Boekarest       | Hans Stuck          | Auto-Union    | verslag |
| 30 juli     | Frankrijk        | Grand Prix van Remparts   | Angoulême       | Raymond Sommer      | Alfa Romeo    | verslag |
| 7 augustus  | Groot-Brittannië | Campbell Trophy           | Brooklands      | Raymond Mays        | ERA           | verslag |
| 3 september | Joegoslavië      | Stratenrace van Belgrado  | Belgrado        | Tazio Nuvolari      | Auto-Union    | verslag |
| 29 oktober  | Brazilië         | Gávea Nacional Circuit    | Gávea           | Manuel de Teffé     | Maserati      | verslag |

1894 · 1895 · 1896 · 1897 · 1898 · 1899 · 1900 · 1901 · 1902 · 1903 · 1904 · 1905 · 1906 · 1907 · 1908 · 1909 · 1910 · 1911 · 1912 · 1913 · 1914 · 1915 · 1916 · Eerste Wereldoorlog · 1919 · 1920 · 1921 · 1922 · 1923 · 1924 · 1925 · 1926 · 1927 · 1928 · 1929 · 1930 · 1931 · 1932 · 1933 · 1934 · 1935 · 1936 · 1937 · 1938 · 1939 · 1940-1945 (Tweede Wereldoorlog) · 1946 · 1947 · 1948 · 1949 
 Lijst van Grand Prix-wedstrijden voor 1950